# 室蘭民報
室蘭民報（むろらんみんぽう）は、北海道室蘭市に本社を置き、胆振総合振興局と日高振興局管内を対象にした朝刊専売の新聞。通称「むろみん」。

## 概要
1902年創刊の『室蘭時報』がルーツ。1941年には政府の一県一紙政策により『室蘭タイムス』と合併し、『室蘭日報』に改題するも、翌1942年には道内に点在するローカル紙が全て『北海道新聞』に統合されたことで一時廃刊となり、北海道新聞社の室蘭支社となった。
戦後まもなく、地元経済団体らを中心に地元紙復活の機運が高まり、1945年12月8日に北海道内のローカル紙のトップを切って『室蘭民報』の題号で創刊。1956年からは朝刊に加え夕刊を発行、都道府県庁所在地以外に本社を置く新聞社で朝夕刊セット発行を行っているのは、全国でも室蘭民報社だけであった。
エリア内には同じ「民報」を冠する『苫小牧民報』があるが、一切資本関係はない。日高管内の地域紙である『日高報知新聞』とは提携関係を結んでおり記事の相互交換を実施するほか、日高支社も同紙の本社内に同居している。
発行部数は6万1210部となっており、室蘭・登別の両市内に限れば『北海道新聞』の購読者数を上回る。全国紙と『室蘭民報』を併読しているケースもある。最大印刷ページ数は24ページ。このうちカラー印刷は最大8ページ。2008年元旦号は8部建て総ページ数82ページだった。2009年元旦号より、創立65周年を記念して題号レイアウトを変更した。
2022年2月1日付の朝刊に社告を出し、夕刊は3月31日をもって休刊し、4月1日から朝刊と統合すると発表した。休刊する理由について「インターネットなどのメディアが発達する社会情勢を踏まえ、一定の役割を終えたと判断した」（総務局）と説明している。
2024年6月1日から価格を改定し、月極め購読料を3,900円、1部売りを170円に値上げした。

## 沿革
- 1945年 - 室蘭民報が創刊
- 1956年 - 朝夕刊セット発行を開始
- 2009年 - 題号レイアウトの変更
- 2017年 - 新社屋の竣工[3]
- 2022年 - 夕刊を休刊[4]

## 本社・支社
- 本社：北海道室蘭市本町1丁目3-16
- 支社・支局
  - 蘭東（室蘭）、東京、大阪、札幌、東部（苫小牧）、中部（登別）、西部（伊達）、日高（浦河）、白老 （支局）

## 会社概要
- 創立 - 1945年12月8日
  - 取締役会長兼主筆 - 工藤忞[1]
  - 代表取締役社長 - 野田龍也[1]
- 資本金 - 7,998万円（2021年12月現在）
- 従業員数 - 91人（2022年3月現在）
- 印刷所 - 室蘭本社内